# La porțile pămîntului
La porțile pămîntului este un film românesc din 1966 regizat de Geo Saizescu. Rolurile principale au fost interpretate de actorii George Constantin, Marga Barbu și Ilinca Tomoroveanu.

## Distribuție
Distribuția filmului este alcătuită din:
- George Constantin — George Filimon, responsabilul unui grup de geologi care face prospecțiuni în Munții Apuseni
- Marga Barbu — Irina, o pictoriță de costume la un teatru, soția frivolă a lui George
- Ilinca Tomoroveanu — Dinela, o tânără geologă aflată la prima expediție de prospecțiuni
- Sebastian Papaiani — Romulus („Romi”), un tânăr autoironic care pretinde a fi un funcționar rătăcit printre geologi
- Gheorghe Popovici-Poenaru — Emil, un tânăr geolog carierist, înfumurat și afemeiat, care cântă la trompetă (menționat Gh. Popovici Poenaru)
- Dem Rădulescu — „Bibanul”, ciobanul care-i ajută pe geologi să descopere zăcământul de fier (menționat Dem. Rădulescu)
- Florina Luican — Silvia, o fostă iubită a lui Emil
- Ion Stoian — Oliver, un tenor berbant, amantul Irinei
- Mitzura Arghezi — dna Ionescu, prietenă de familie a soților Filimon
- Armand Stambuliu — dl Ionescu, prieten de familie al soților Filimon
- Doina Ionescu — nepoata acad. Neacșu, partenera de dans a lui Emil
- Liviu Crăciun — învățătorul de la Școala generală de 8 clase din comuna Gîrda
- Cornel Elefterescu — partenerul de dans al Irinei

## Primire
Filmul a fost vizionat de 1.875.877 de spectatori în cinematografele din România, după cum atestă o situație a numărului de spectatori înregistrat de filmele românești de la data premierei și până la data de 31 decembrie 2014 alcătuită de Centrul Național al Cinematografiei.